# Chronobiologie

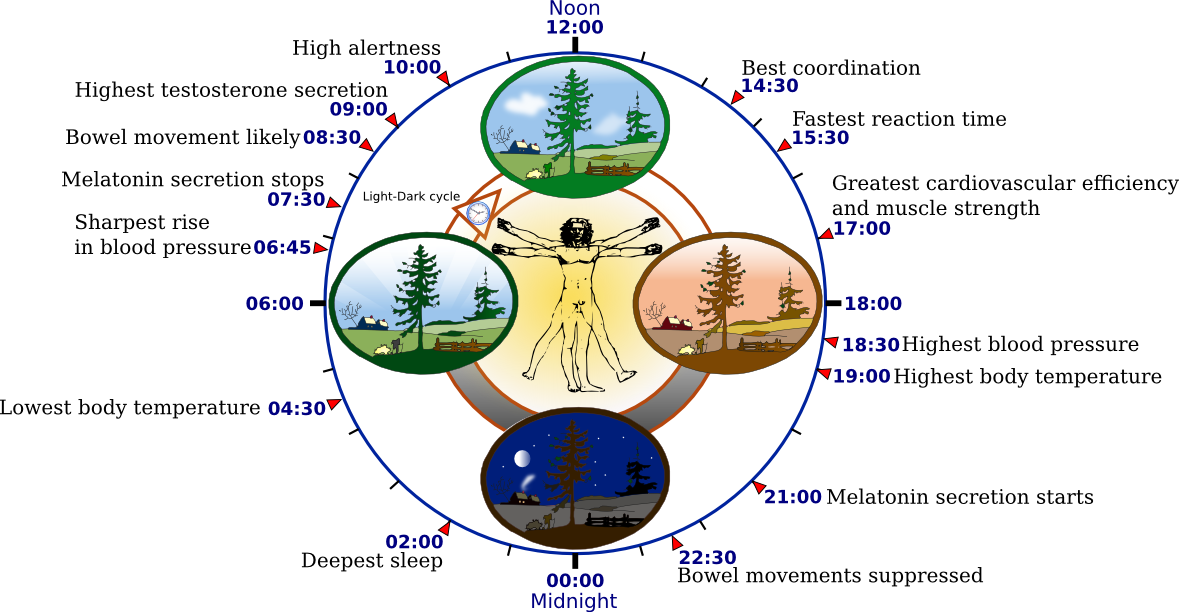
Chronobiologie znázorněná na ilustračním obrázku

Chronobiologie (chronos = ř. čas) je vědní disciplína zabývající se téměř periodickými (cyklickými) fenomény v živých organismech – biologickými rytmy (nebo laicky řečeno biorytmy).

## Historie
Za jednoho z otců chronobiologie se považuje rumunský vědec a profesor Franz Halberg.

## Dělení
Podle délky periody lze rytmy rozdělit na:
- cirkadiánní – o délce periody přibližně 24 hodin (jedná se o kvaziperiodický děj)
- ultradiánní – s periodou delší než 24 hodin (např. 5denní cyklus růstu zubů,[1] estrální či menstruační cyklus, semilunární (půlměsíční), cirkalunární, cirkanuální aj.)
- infradianní – s periodou kratší než 24 hodin (např. stahy srdce, střídání REM a non-REM spánku, cyklus příjmu potravy[2], přílivový cirkatidální,[3] aj.)

#### Česká a slovenská
- Skočovský, Karel D. (2004). Chronopsychologie: Výzkum rytmicity v lidském chování a prožívání . Československá psychologie, 48, 1, 69-83 .
- Sarmány, I. (1993): Biorytmy v školskej činnosti - príspevok k školskej ergonómii. Československá psychologie 37, 481-490.

#### Cizojazyčná
- Redfern, P. H., Lemmer, B. (Eds.) (1997): Physiology and pharmacology of biological rhythms. Handbook of experimental pharmacology, vol. 125. Berlin, Heidelberg, New York, Springer Verlag.
- Turek, F. W., Zee, P. C. (Eds.) (1999): Regulation of sleep and circadian rhythms. New York, Marcel Dekker.
- Wever, R. A. (1979): The circadian system of man. New York, Springer Verlag.